# Koreanosaurus
Koreanosaurus boseongensiss
Genre
Espèce
Koreanosaurus (signifiant « lézard coréen ») est un genre éteint de dinosaures Ornithischia de la sous-famille Orodrominae. Le type est seule espèce connue est Koreanosaurus boseongensis.

## Description
En raison de la « minorité de restes de squelette », sa taille adulte est incertaine, mais Huh et al. l'ont estimé à 2,4 mètres de longueur. Contrairement à ses parents Orodrominae, Koreanosaurus est supposé avoir été un quadrupède.

## Découverte

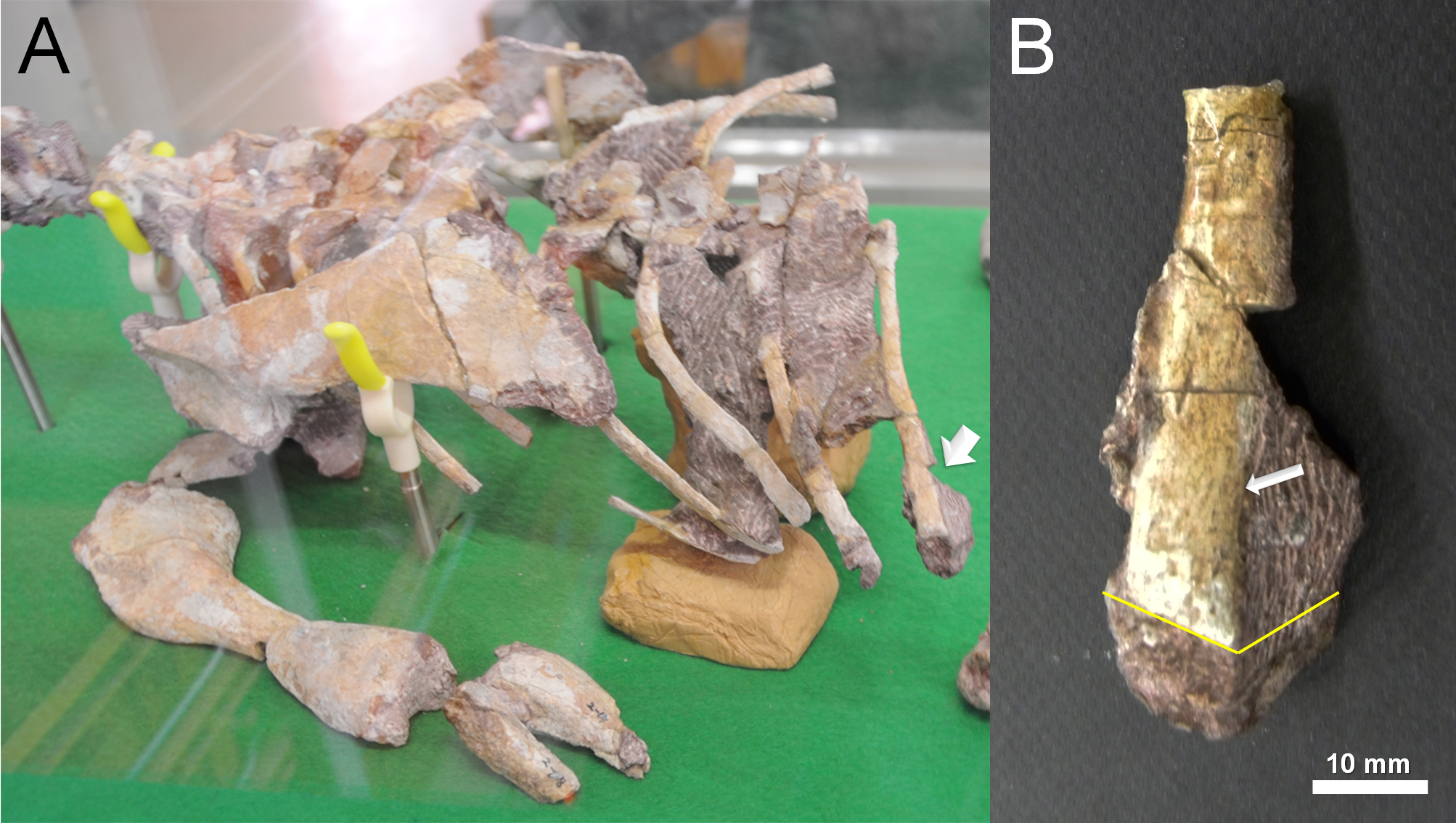
Holotype de Koreanosaurus.

En 2003, trois fossiles de Koreanosaurus ont été découverts dans le conglomérat de Seonso (en), datant du Crétacé supérieur, sur la côte sud du Bi-bong Dinosaur Fossil Findspot, à Boseong, dans la péninsule coréenne : l'holotype KDRC-BB2, un squelette partiel sans crâne, et les paratypes KDRC-BB1 et KDRC-BB3. L'espèce type est Koreanosaurus boseongensis, d'après le lieu de sa découverte (site 5 de Boseong). L'espèce type a été initialement nommée et décrite dans une thèse de maîtrise par Dae-Gil Lee en 2008, et a été officiellement publiée par Min Huh et al. en 2011.

## Classification
Koreanosaurus a été considéré comme un membre basal des Ornithopoda par les auteurs, formant un clade avec Zephyrosaurus, Orodromeus et Oryctodromeus dont ils ont déduit un mode de vie fouisseur. Han et al. ont trouvé plausible que Koreanosaurus puisse être un membre des Jeholosauridae ou étroitement lié à eux[7]. Depuis, il est classé dans la sous-famille Orodrominae.